# Contea di Keshan
La contea di Keshan (克山县S, KèshānP) è una contea della Cina, situata nella provincia di Heilongjiang e amministrata dalla prefettura di Qiqihar.